# 致癌物質
致癌物（英語：Carcinogen，/kɑːrˈsɪnədʒən/）或致癌物質、致癌原、致癌剂、誘癌物等，是指任何促進癌症發展的物質。 致癌物可包括合成化學物質、天然物質、物理因素（例如電離、非電離輻射、放射性核素），以及生物因素（例如病毒和細菌）等。 大多數致癌物的作用是在DNA中產生突變，破壞細胞調節生長的正常過程，導致不受控制的細胞增殖。 當細胞的DNA修復過程無法識別DNA損傷並導致缺陷傳遞給子細胞時，就會發生這種情況。損害會隨著時間的推移而累積。這通常是一個多步驟的過程，在此過程中細胞內的調節機制逐漸瓦解，從而允許不受控制的細胞分裂。
致癌物質进入机体后會直接或间接使机体細胞受到損害，导致生物大分子异常、细胞代偿性增生、原癌基因活化、抑癌基因失活、DNA损伤修复缺陷及表观遗传改变等，從而诱发癌症。
致癌活性的具體機制對於每種物質和細胞類型都是獨特的。然而，致癌物可大致分為活化依賴性（英語：activation-dependent）和活化非依賴性（英語：activation-independent），這與物質直接與DNA結合的能力有關。 活化依賴性製劑在其原始形式下相對惰性，但在體內被生物活化為能夠破壞人類DNA的代謝物或中間體。 這些也被稱為「間接作用」（英語：indirect-acting）致癌物。活化依賴性致癌物的例子包括多環芳烴、雜環芳胺和黴菌毒素。不依賴活化的致癌物或「直接作用」（英語：direct-acting）致癌物，是那些能夠直接破壞DNA而不對其分子結構進行任何改變的致癌物。 這些agents通常包含易於與DNA分子的淨負電荷反應的親電體基團。不依賴活化的致癌物的例子包括紫外線、電離輻射和烷化劑。
從接觸致癌物到發生癌症的時間稱為潛伏期（英語：Latent period）。對於人類大多數實質固態瘤（英語：solid tumors），潛伏期在10到40年之間，取決於癌症類型。對於血癌，潛伏期可能短至兩年。
許多組織審查和評估有關特定物質潛在致癌性的科學證據累積。其中最重要的是國際癌症研究機構（IARC）。 IARC定期出版專著，其中評估特定物質對人類的潛在致癌性，並隨後將其分為四組之一：第1組：對人類致癌、第2A組：可能對人類致癌、第2B組：可能對人類致癌，以及第3組：無法根據其對人類的致癌性進行分類。
接觸致癌物的來源有很多，包括陽光中的紫外線、住宅地下室排放的氡氣、十氯酮、香菸煙霧等環境污染物，以及攝取酒精和加工肉類等某些類型的食物。 職業接觸是致癌物質的主要來源，全球每年估計有666,000人死於與工作相關的癌症。 根據美國國家職業安全衛生研究所（英語：National Institute for Occupational Safety and Health，縮寫作NIOSH）的數據，全球3%至6%的癌症是由職業暴露所造成。 公認的職業致癌物包括氯乙烯（導致血管肉瘤）、苯（導致白血病）、苯胺染料（導致膀胱癌）、石棉（導致間皮瘤）、多環芳烴等。

## 風險評估
- 致癌斜率係數（英语：Cancer slope factor）（CSF，cancer slope factor）或稱潛在致癌係數（CPF，cancer potency factor），單位為劑量的倒數（mg/kg-day）^-1

## 分级
世界卫生组织轄下的國際癌症研究機構将致癌因子按照危險程度分为3級：
- 1級，对人体確定為致癌因子：如大气污染、日晒床、黃麴毒素、砒霜、石棉、六价铬、二噁英、木糠、甲醛、酒精饮料、烟草、加工肉、槟榔、苯、镉、氡-222等。
- 2A級，对人体極有可能為致癌因子：在动物实验中发现充分的致癌性证据。对人体虽有理论上的致癌性，而实验性的证据有限。如丙烯酰胺、无机铅化合物及氯霉素、紅肉等。[17]
- 2B級，对人体可能為致癌因子：在动物实验中发现的致癌性证据尚不充分，对人体的致癌性的证据有限。用以归类相比二类A致癌可能性较低的物质。比如咖啡、泡菜[18]、手机辐射[19]、氯仿、滴滴涕、敌敌畏、萘卫生球、镍金属、硝基苯、柴油燃料及汽油等。
- 3級，对人体無法歸類為致癌因子：对人体致癌性的证据不充分，在动物实验中致癌性证据不充分或有限。或者有充分的实验性证据和充分的理论机理表明其对其他某些动物有致癌性，但对人体没有同样的致癌性。如茶[18]、苯胺、苏丹红、咖啡因、二甲苯、糖精及其盐、安定、氧化铁、有机铅化合物、静电磁场、三聚氰胺及汞与其无机化合物等。

联合国的全球化学品统一分类和标签制度將致癌物質分為兩類：
- 1組：被確認是或者相信對人類有致癌潛在可能
  - 1A組：測驗基於人類證據
  - 1B組：測驗基於動物證據
- 2組：懷疑對人類的致癌物質

美國衛生及公共服務部將致癌物質分為2組：
- 被確認是對人類有致癌潛在可能
- 有理由地懷疑對人類的致癌物質

## 致癌物質種類

### 化學物質

#### 按作用方式分类
按照作用方式可以将化学致癌物质分为直接致癌物质、间接致癌物质与促癌物三种。
- 直接致癌物：烷化剂、一些金属及其盐、放射性物質等。
- 间接致癌物：多环芳香烃、杂环芳香烃、芳香胺类、含一个或多个硝基取代的芳香族化合物、烷基肼类、氨基甲酸酯类、黃麴毒素、免疫抑制剂、烟碱、檳榔鹼、石棉等。
- 促癌物：佛波酯、巴豆油、煤焦油中的酚类、激素、卤代烃、有機氯殺蟲劑、多氯联苯等。

#### 按致癌作用机制分类
化学致癌物进入机体后，有些直接与机体遗传物质结合导致体细胞癌变；有些则不作用于遗传物质，而是通过其他方式使体细胞发生癌变。因此，根据致癌作用机制的不同可将化学致癌物质分为遗传毒性致癌物与非遗传毒性致癌物。
- 遗传毒性致癌物：包括绝大多数的直接致癌物与间接致癌物（如黃麴毒素、芳香族化合物、烟碱、甲醛等）。此类化学物质经代谢进入细胞后大多能与细胞DNA共价结合。
- 非遗传毒性致癌物：包括促癌物、免疫抑制剂、一些特殊的固态物质（如石棉、铀矿或赤铁矿粉尘）、过氧化物酶体增生剂（如氯贝丁酯（英语：Clofibrate）、邻苯二甲酸二(2-乙基己)酯等）、细胞毒物（如氮川三乙酸（英语：Nitrilotriacetic acid））[20]

### 微生物
- 乙肝病毒和丙肝病毒与肝癌的发生密切相关。[21]
- 人類嗜T細胞病毒可以導致成人T細胞白血病。
- 人類乳突病毒中的高危型（主要是16型与18型）可以導致子宮頸癌；57b型与鼻咽癌的发生密切相关；12型与32型等与口腔癌有联系；6型与11型导致的尖锐湿疣则可诱发陰莖癌。[21]
- 疱疹病毒科中，2型单纯疱疹病毒与子宮頸癌有一定联系；卡波西肉瘤相關疱疹病毒（英语：Kaposi's sarcoma-associated herpesvirus）（HHV-8）能夠導致卡波西氏肉瘤；EB病毒可以導致伯奇氏淋巴瘤（英语：Burkitt's lymphoma）（即非洲儿童恶性淋巴瘤）、何杰金氏病与淋巴组织增生性疾病（英语：Lymphoproliferative disorders），同时与鼻咽癌有着较为紧密的联系。[21]
- 幽門螺桿菌能引发胃癌。

## 接触途径
- 吸煙：香烟主要成份有尼古丁和少量丙酮。
- 饮酒：酒类主要成分为乙醇，大量食用會損害肝臟。乙醇先轉為乙醛，乙醛有麻醉神經作用。
- 长期使用某些药物：如长期使用保泰松可抑制骨髓造血功能进而导致白血病、长期服用非那西汀或阿司匹林等会增加膀胱癌的风险、肾脏病变患者长期滥用非甾体抗炎药可增加泌尿系统肿瘤的风险、蛋白同化激素如苯丙酸诺龙等长期使用易诱发肝癌、氯米芬则有造成卵巢癌的风险、一些细胞毒性抗肿瘤药则会诱发继发性的癌症等。[20]
- 饮食：硝酸鹽來自土壤，經過蔬菜的吸收、亞硝酸鹽來自貯存的肉類，例如火腿、香腸、熱狗及臘肉等等，胺類化合物則存於海產，例如秋刀魚及魷魚等中。硝酸鹽與胺類共同食用，會形成亞硝酸胺致癌物。亞硝酸胺與口腔、食道及胃癌有關。另外，食物處理不當，包括高溫油炸、燒烤及煎烤等都會使到食物產生多環芳香碳氫化合物。此物質與呼吸道及腸胃道的癌症促成關係密切。煙燻類食物的致癌物質，包括於燃燒的材料，例如甘蔗及稻穀等等，當中含有多環芳香碳氫化合物及芳香胺類致癌物質。醃製類、發酵類及乾製海產食物也可能致癌。
- 環境污染
- 微生物感染
- 染髮產品
- 接触輻射或强磁場、太陽中的紫外光等。

## 相關參見
- 癌症
- 突變原
- 丙烯醯胺
- 黃沙

## 注解
1. ↑  本身无致癌作用，但可以与致癌物协同作用，诱发突变细胞克隆扩增或加速癌细胞发展，进而促进癌症发生的物质。